# Mogoșești
Mogoșești is een Roemeense gemeente in het district Iași.
Mogoșești telt 5323 inwoners.